# شووا، یاماناشی
شووا، یاماناشی (به لاتین: Shōwa, Yamanashi) یک منطقهٔ مسکونی در ژاپن است که در Nakakoma District واقع شده‌است. شووا ۹٫۱۵ کیلومترمربع مساحت و ۱۸٬۲۳۱ نفر جمعیت دارد.